# Jonas Gregaard
Jonas Gregaard Wilsly (Herlev, 30 de julho de 1996) é um ciclista dinamarquês que milita nas fileiras do conjunto Uno-X Pro Cycling Team.

## Palmarés em estrada
- 2011
  - 3.º do campeonato da Dinamarca do contrarrelógio cadetes
- 2013
  - 3.ºa etapa do Sint-Martinusprijs Kontich (contrarrelógio por equipas)
  - 2.º de Liège-La Gleize
  - 3.º da Tour do País de Vaud
- 2014
  -  Campeão da Dinamarca em estrada juniores
  - 2.º do Estrela do Sur-Limbourg
  - 2.º do Troféu Emilio Paganessi
- 2015
  -  Campeão da Dinamarca em estrada esperanças
- 2016
  - Himmerland Rundt[2]
  - 2.º do Grande Prêmio Herning
- 2017
  - Classificação geral do Kreiz Breizh Elites
  - 3.º do Tour of Malopolska
- 2018
  - 4. ª etapa do Volta de l'Avenir (contrarrelógio por equipas)
  - 3.º da Giro do Vale de Aosta

## Classificações mundiais
| Ano             | 2016   | 2017  | 2018  |
| UCI Europe Tour | 556.º. | 352.º | 797.º |

## Resultados em Grandes Voltas e Campeonatos do Mundo
| Corrida            | Corrida            | 2015 | 2016 | 2017 | 2018 | 2019 | 2020 | 2021 | 2022 | 2023 |
| ------------------ | ------------------ | ---- | ---- | ---- | ---- | ---- | ---- | ---- | ---- | ---- |
|                    | Giro d'Italia      | —    | —    | —    | —    | —    | 53.º | —    | —    | —    |
|                    | Tour de France     | —    | —    | —    | —    | —    | —    | —    | —    |      |
|                    | Volta a Espanha    | —    | —    | —    | —    | —    | —    | —    | —    | —    |
| Mundial em Estrada | Mundial em Estrada | —    | —    | —    | —    | —    | 60.º | —    | —    | —    |

—: não participa

Ab.: abandono